# بريج (العراق)
بريج قرية في ناحية العباسي في قضاء الحويجة في غرب محافظة كركوك في العراق، قرية بريج في مقاطعة بريج رقم 20، مساحة المقاطعة 3576 دونماً عراقياً، عدد سكانها 695 ساكناً في تعداد 1997، وعدد سكانها التقديري 4932 ساكناً في سنة 2019. قرية بريج، في النطاق الجغرافي لمنطقة الفتحة، قال جابر خليل "ربما أن هذا الاسم تصغير لكلمة برج..تنتشر اللُقى الأثرية على أرضه". أعلنَ مدير الآثار العام في العراق عن أثريّة موقع بريج يوم 1 كانون الثاني سنة 1967. ذكرت مصفوفة تتبع النزوح في تقريرها لشهر تشرين الأول، والثاني وكانون الأول سنة 2021 أن قرية بريج معيشتها وخدماتها الأساسية متوسطة، وفيها 270 عائلة، 1620 فرداً، والتعيينات الوظيفية لأهلها قليلة، ووصولهم إلى أسواق المواد الغذائية متوسط، والخدمات الحكومية هناك قليلة، والماء والكهرباء متوسط المستوى، والمدارس الابتدائية والمراكز الصحية قليلة.